# Kruså
Kruså (tysk: Krusau) ligger i Sønderjylland og er en mindre by (samt grænseovergang) i Bov Sogn med 1.515 indbyggere  (2024).Byen har navn efter Krusåen, der danner grænsen mellem Danmark og Tyskland og har sit udløb i Flensborg Fjord. Kruså ligger i Kruså-tunneldal ved landevejen mellem Aabenraa og Flensborg (den tidligere hovedlandevej A 10, nu sekundærrute 170). Kruså tilhører Aabenraa Kommune og er beliggende i Region Syddanmark.
Indtil åbningen af motorvejsovergangen ved Frøslev var Kruså den vigtigste overgang over landegrænsen til Tyskland.
Mod syd skiller grænseovergangen Kruså fra den endnu mindre tyske by Kobbermølle (tysk Kupfermühle), som ligger ud til Flensborg Fjord.
I forbindelse med byens vækst og grænsehandelen har byen mange forretninger, grillbarer, 1 bank, tre tankstationer og en campingplads. 2010 blev Krusås største virksomhed Arla Foods mejeri i Kruså udvidet og i 2014 åbnede REMA 1000 et supermarked.

## Historie
Kruså blev nævnt første gang i de skriftlige kilder i slutningen af 1400-tallet. 
1920 bestod byen af Krusågård, en vandmølle, en landevejskro og nogle få huse. Efter Genforeningen i 1920 blev Kruså en grænseby. Byen blev adskilt fra nabobyen Kobbermølle og det sydlig opland, og begge sider af grænseovergangen udviklede sig til indkøbssteder.
1921 havde byen 120 indbyggere, men efterhånden som handlende og håndværkere kom til, voksede den til 275 indbyggere i 1930. Da Tyskland fra begyndelsen af 1950’erne blev åbnet op for udenlandske vognmænd, og den nye grænseovergang blev etableret i 1956, fik Kruså et løft som vognmandscentrum. 
Den 9. april 1940 klokken 4:15 rykkede tyske tropper over Kruså-grænsen, hvilket blev indledningen til de fem års besættelse af Danmark. Under 2. verdenskrig var grænseovergangen mellem Danmark og Tyskland sikret med en godsvogn ladet med træ, der stod på et kort skinnestykke. Vognen kunne efter behov rulles over vejen.En mindesten og en statue af Folke Bernadotte ved grænseovergangen minder om redningsaktionen med De hvide busser. 
I 1950erne åbnede Rita Jensen en kiosk, der siden udviklede sig til en supermarkedskæde med filialer i 9 danske byer. 1987 solgte Rita og Poul Jensen RITA Supermarked ved Flensborgvej, som både havde danske og tyske stamkunder. 1994 overtog Coop Danmark kæden og i 2004 blev den sidste tiloversblevne filial i Kruså lukket
Fra 757 indbyggere i 1955 steg indbyggertallet til 1.797 i 1970, hvorefter byen har oplevet et mindre fald til 1.655 indbyggere i 2011. 
Ved Schengen-traktaten Schengen-aftalens ikrafttræden i 2001 blev told- og paskontrollen fjernet, således at grænsen kunne passeres frit.
- Grænsen i Kruså i december 2008
- Dansk henvisningsskilt
- Statuen af Folke Bernadotte i Kruså
- Mindesten for redningen af norske   KZ-fanger ved Kruså
- Grænsekontrollen i forbindelse med flygtningekrisen i Europa i 2015
- Kruså Møllesø
- Kruså Vandmølle